# Karl-Heinz Thielen
Karl-Heinz Thielen (ur. 2 kwietnia 1940 w Ariendorfie) – niemiecki piłkarz grający na pozycji pomocnika lub napastnika, reprezentant kraju, menedżer piłkarski, działacz sportowy. Zawodnik FC Köln.

## Kariera piłkarska
Karl-Heinz Thielen karierę piłkarską rozpoczął w 1950 roku w juniorach TSV Rodenkirchen, w których grał do 1959 roku. Następnie podpisał profesjonalny konktrakt z FC Köln, w którym spędził całą piłkarską karierę (zakończył w 1973 roku), a także odnosił sukcesy: dwukrotne mistrzostwo Niemiec (1962, 1964 – pierwszy sezon w Bundesligi), czterokrotne wicemistrzostwo Niemiec (1960, 1963, 1965, 1973), Puchar Niemiec 1967/1968, trzykrotnie finał Pucharu Niemiec (1970, 1971, 1973), czterokrotnie zdobył mistrzostwo Oberligi zachodniej (1960, 1961, 1962, 1963), natomiast w Pucharze Europy dotarł do ćwierćfinału, w którym przegrały ich przeciwnikiem był angielski FC Liverpool, w którym w dwóch meczach padły bezbramkowe remisy: 10 lutego 1965 roku w Kolonii oraz 17 lutego 1965 roku na Anfield Road, w związku z czym 24 marca 1965 roku w Rotterdamie odbył się dodatkowy mecz, który zakończył się remisem 2:2, a Thielen w 40. minucie zdobył gola na 1:1, w związku z czym potrzebny do rozstrzygnięcia potrzebny był rzut monetą, który okazał się korzystny dla The Reds i tym samym Kozły zakończyły udział w rozgrywkach, a mecz ze względu na zaciętą rywalizację obu drużyn jest potocznie nazywany tzw. Rzut monetą w Rotterdamie, a w Pucharze Miast Targowych 1965/1966, w którym Kozły dotarły do ćwierćfinału (przegrana rywalizacja z węgierskim FC Újpest – 3:2, 0:4), z 7 golami zajął 2. miejsce w klasyfikacji strzelców ex aequo z Timo Konietzką z TSV 1860 Monachium.
7 grudnia 1963 roku w wygranym 5:1 meczu domowym z FC Kaiserslautern zdobył wszystkie 5 goli dla Kozłów, będąc tym samym pierwszym piłkarzem w historii Bundesligi, który tego dokonał.
Łącznie rozegrał 395 meczów, w których zdobył 144 gole (221 meczów/56 goli w Bundeslidze, 72 mecze/30 goli w Oberlidze zachodniej, 18 meczów/15 goli w mistrzostwach Niemiec, 25 meczów/6 goli w Pucharze Niemiec, 12 meczów/8 goli w Pucharze Zachodnim, 45 meczów/15 goli w europejskich pucharach).

## Kariera reprezentacyjna
Karl-Heinz Thielen w latach 1961–1962 w reprezentacji RFN U-23 rozegrał 2 mecze, w których zdobył 1 gola, natomiast w seniorskiej reprezentacji RFN w latach 1964–1965 rozegrał 2 mecze: 29 kwietnia 1964 roku w Ludwigshafen am Rhein przegranym 3:4 meczu towarzyskim z reprezentacją Czechosłowacji oraz 12 maja 1965 roku w Norymberdze w przegranym 0:1 meczu z meczu towarzyskim z reprezentacją Anglii.

## Statystyki

### Reprezentacyjne
| Reprezentacja | Rok     | Mecze | Bramki |
| ------------- | ------- | ----- | ------ |
| RFN U-23      |         |       |        |
| 1961          | 1       | 0     |        |
| 1962          | 1       | 1     |        |
| Łącznie       | Łącznie | 2     | 1      |
| RFN           |         |       |        |
| 1964          | 1       | 0     |        |
| 1965          | 1       | 0     |        |
| Łącznie       | Łącznie | 2     | 0      |

| Mecze i gole w reprezentacji | Mecze i gole w reprezentacji | Mecze i gole w reprezentacji | Mecze i gole w reprezentacji | Mecze i gole w reprezentacji | Mecze i gole w reprezentacji |
| Lp.                          | Data                         | Miasto                       | Przeciwnik                   | Wynik                        | Rozgrywki                    |
| RFN                          | RFN                          | RFN                          | RFN                          | RFN                          | RFN                          |
| ---------------------------- | ---------------------------- | ---------------------------- | ---------------------------- | ---------------------------- | ---------------------------- |
| 1.                           | 29.04.1964                   | Ludwigshafen am Rhein        | Czechosłowacja               | 3:4                          | Mecz towarzyski              |
| 2.                           | 12.05.1965                   | Norymberga                   | Anglia                       | 0:1                          | Mecz towarzyski              |

## Sukcesy
FC Köln
- Mistrzostwo Niemiec: 1962, 1964
- Wicemistrzostwo Niemiec: 1960, 1963, 1965, 1973
- Puchar Niemiec: 1968
- Finał Pucharu Niemiec: 1970, 1971, 1973

## Po zakończeniu kariery
Karl-Heinz Thielen po zakończeniu kariery piłkarskiej został menedżerem FC Köln, którym był do 1986 roku i zatem miał spory udział w sukcesach Kozłów pod wodzą trenera Hennesa Weisweilera: Puchar Niemiec 1976/1977, krajowy dublet w sezonie 1977/1978: mistrzostwo i 1971, Puchar Niemiec. Pełnił również funkcję skarbnika, dyrektora sportowego oraz wiceprezesa.
W latach 1989–1991 był dyrektorem sportowym Fortuny Düsseldorf. Pod koniec 1992 roku wrócił na stanowisko menedżera zagrożonych wówczas spadkiem Kozłów, które w sezonie 1992/1993 ostatecznie w Bundeslidze zajęły 12. miejsce, natomiast futsalowa drużyna zdobyła mistrzostwo Niemiec. We wrześniu 1993 roku odszedł z tej funkcji.
Następnie został pierwszym prezydentem Niemieckiego Związku Agentów Piłki Nożnej (DFVV), którym był do 2 kwietnia 2015 roku, gdyż zrezygnował z powodu wieku. Pracował wówczas jako agent piłkarzy.